# 鬼怒 (軽巡洋艦)
鬼怒（きぬ）は、日本海軍の軽巡洋艦。長良型の5番艦である。
艦名は川の名で、鬼怒川から名づけられた。

## 艦歴
鬼怒は、大正年間に多数建造された5500トン型軽巡洋艦の長良型の一艦として1922年（大正11年）11月に神戸川崎造船所で完成した。
1922年12月、第二艦隊 (日本海軍)第五戦隊に編入され、その後、第一艦隊第三戦隊、第二艦隊第二水雷戦隊に属した。
1930年10月、完成したばかりの呉式二号二型射出機が、艦艇では初めて鬼怒に装備されて射出実験が繰り返された。この呉式二号二型は小型機用の火薬式射出機であり、後に呉式二号三型改一として実用化され5500トン型軽巡各艦に装備されることとなる射出機の原型である。冒頭の写真はこの呉式二号二型射出機を装備していた時点の写真である。1年間の実験ののち、1931年10月に同装置は神通に移設された。
1934年4月、5番主砲と6番主砲の間に呉式二号三型改一射出機を装備し艦載機を水上機1機とする。不要となった滑走台跡に九三式13mm4連装機銃1基を装備（のちに滑走台は完全に撤去され改めて艦橋中央前部に機銃台が設けられて九三式13mm4連装機銃はここに設置された）。
1934年11月から一年間、海軍機関学校の練習艦となった。
1935年11月、第二艦隊第二潜水戦隊（司令官大和田芳之介少将）の旗艦となり、翌年12月、第一艦隊第八戦隊に編入された。
1937年8月、支那事変（日中戦争）のため中国沿岸に出動した。
1941年4月、連合艦隊附属第四潜水戦隊（司令官吉富説三少将）の旗艦となる。

### 太平洋戦争
太平洋戦争開戦時は「鬼怒」（旗艦）、第十八潜水隊、第十九潜水隊、第二十一潜水隊、特設潜水母艦「名古屋丸」からなる第四潜水戦隊は第五潜水戦隊、第六潜水戦隊第十三潜水隊とともに馬来部隊の潜水部隊（指揮官は第四潜水戦隊司令官吉富説三少将）を構成していた。修理中であった第二十一潜水隊を除く第四潜水戦隊は11月20日に広島湾から出航し、11月26日に三亞に着いた。第十八潜水隊と第十九潜水隊は12月1日に三亞から出撃し、「鬼怒」も12月4日に出撃した。「鬼怒」と12月5日に出撃した第五水雷戦隊旗艦「由良」はともにプロコンドル島南方で行動した。
12月8日に戦艦「プリンス・オブ・ウェールズ」、巡洋戦艦「レパルス」を中心とするイギリス艦隊がシンガポールから出撃し、12月9日に潜水艦「伊号第百六十五潜水艦」がこれを発見した。「鬼怒」は九四式水偵を発艦させ、この機はイギリス艦隊を発見した。馬来部隊指揮官小沢治三郎中将は水上部隊を集結させて夜戦を行なおうとし、第三水雷戦隊と軽巡洋艦「鬼怒」、「由良」の第七戦隊への合流を命じた。同日、「鬼怒」は小沢中将直率の馬来部隊主隊（重巡洋艦「鳥海」、駆逐艦1隻）と合流した。しかし、イギリス艦隊の反転により水上部隊による攻撃は断念され、「プリンス・オブ・ウェールズ」と「レパルス」は12月10日のマレー沖海戦で基地航空隊の攻撃により撃沈された。12月15日、第十三潜水隊は馬来部隊から除かれた。
次いで英領ボルネオ作戦、第二次マレー上陸がおこなわれた。英領ボルネオ攻略部隊、マレー上陸部隊は12月13日にカムラン湾から出撃し、「鬼怒」も「鳥海」とともに出撃した。「鬼怒」は12月17日にボルネオ攻略作戦支援を命じられて12月19日に第七戦隊第一小隊と合流し、クチン攻略部隊を護衛した。
12月26日、第五潜水戦隊は南方部隊潜水部隊に移された。
12月末から第二十五軍および第十五軍の一部のシンゴラ、バンコクへの輸送が行われ、「鬼怒」は主隊と共に1942年1月5日にカムラン湾から出撃して1月8日まで支援を行なった。1月30日からはボルネオのレド飛行場への人員、物件の輸送が行われ、それらを運ぶ「富士川丸」と「辰宮丸」を「鬼怒」と駆逐艦「叢雲」、第四十四掃海隊が護衛。1月30日にサイゴンから出発し、2月2日にパマンカットに着いた。2月11日、「鬼怒」はカムラン湾に帰投した。2月17日に「鬼怒」は出撃し、第二十一航空戦隊が進出するケンダリーへの人員、物件を運ぶ「名古屋丸」をスターリング湾まで護衛した。
1942年3月1日、鬼怒はジャワ作戦に協力中、敵機の爆撃を受けて4名が戦死した。同月、第2南遣艦隊第16戦隊旗艦となった。
3月15日に水上機母艦「千歳」や駆逐艦「雪風」、「時津風」などとともにN攻略部隊を編成し、同月末から西部ニューギニア戡定作戦に従事。N攻略部隊はアンボンに集結し、3月29日夜から30日早朝にかけて出撃した。「鬼怒」は3月31日のブラ攻略、4月4日のソロン掃蕩、4月19日のサルミ掃蕩に参加。4月22日にN攻略部隊はマノクワリに集結完了して作戦を終了し、翌日N攻略部隊の編制が解かれた。
5月、呉に帰投して入渠整備を行った。
9月、「鬼怒」と「五十鈴」は陸軍の輸送に従事した。「鬼怒」は第二師団の歩兵第十六連隊本部、第九中隊、歩兵砲一小隊、独立速射砲大隊の一中隊、通信中隊の計357名を乗せた。「鬼怒」と「五十鈴」は9月13日にバタビアから出航し、アンボン経由で9月20日にラバウルに到着。陸軍部隊の一部を降ろし、また青葉支隊司令部約80名を乗せるとショートランドへ向かい、9月22日に到着した。陸軍部隊を降ろすと、「鬼怒」は前進部隊に編入された「五十鈴」と別れ、南西方面に戻った。
1943年4月、鬼怒は南西方面艦隊に編入される。5月、リンガ泊地の調査を行った。続いて第5師団の兵員などをバボへ輸送し、6月10日にマカッサルに入港。
敵潜水艦による被害増加に対し、戦艦「大和」や第十六戦隊などの水偵をパラオへ派遣し対潜掃蕩にあたらせる命令が6月21日に出された。それにより、「鬼怒」と「球磨」の水偵はスラバヤからマカッサル、ケンダリー、ミリなどを経て、7月6日にパラオに着いた。
6月23日、鬼怒を含め軽巡洋艦4隻が在泊していたマカッサルにアメリカ第5空軍第90爆撃団のB-24が16機来襲。鬼怒は左舷側に至近弾があり、多数の破口が生じて後部の倉庫や機械室に浸水した。人的被害は戦死3名、負傷者17名であった。旗艦は球磨に変更となり、鬼怒は球磨と駆逐艦敷波の護衛でスラバヤへ移動し、6月25日に入港。同地で7月20日まで修理を行い、それからマカッサルとタラカン経由で8月2日に呉に到着し、本修理が行われた。
1944年、数度に分けて鬼怒の対空兵装の強化改装が行われ、5番主砲の撤去、7番主砲の撤去と跡に12.7cm連装高角砲の装備、射出機の撤去と跡に25mm三連装機銃の装備、25mm機銃を三連装・連装・単装多数装備、九三式13mm連装機銃の再装備などが行われた。なお、鬼怒への酸素魚雷搭載については計画のみあったものの魚雷発射管の換装も改造も行われず、沈没まで九〇式空気魚雷を使用していた。
1944年1月、鬼怒と北上はポートブレアへの陸兵輸送を行った。2隻は1月23日にシンガポールを出港し、1月25日にポートブレアに到着。陸兵を降ろし、同日シンガポールへの帰途についたが、27日にマラッカ海峡の入り口でイギリス潜水艦テンプラーの雷撃により北上が被雷して航行不能となり、鬼怒は北上をシンガポールまで曳航した。
1944年10月18日、捷一号作戦により栗田艦隊とともにリンガ泊地から出撃。途中のブルネイで、レイテ島への兵員輸送に従事するため鬼怒、重巡洋艦青葉、駆逐艦浦波からなる第16戦隊は栗田艦隊と別れてマニラへ向かった。その途中の10月23日に青葉がアメリカ潜水艦ブリームの雷撃により損傷し、鬼怒は航行不能となった青葉を曳航して同日中にマニラに着いた。鬼怒が参加する輸送作戦はミンダナオ島カガヤンからの歩兵第41連隊の輸送であり、鬼怒と浦波の他輸送艦5隻が参加した。鬼怒と浦波は10月24日6時30分にマニラを出発したが、7時から10時にかけてアメリカ空母搭載機による3次に渡る空襲を受けて鬼怒では死傷者47名を出した。翌日にはB24爆撃機による空襲があったが鬼怒に損害は無かった。鬼怒と浦波は3時間遅れの25日16時にカガヤンに到着し、兵員を乗せると17時30分に出港した。鬼怒は340名を乗せていた。輸送艦は鬼怒と浦波の到着前にすでにオルモックへ向けて出港していた。鬼怒と浦波はボホール島の西側を通る迂回航路を取って10月26日4時にレイテ島オルモックに着き兵員を下ろした。鬼怒と浦波は5時にオルモックを離れてマニラへ向かい、続いて輸送艦も出港し内3隻は鬼怒と浦波に続航した。同日10時15分、パナイ島とマスバテ島の間に達したころからアメリカ第7艦隊の護衛空母搭載機による攻撃を受けまず浦波が沈没。鬼怒も14時過ぎには航行不能となり17時30分ごろに沈没した。後続の輸送艦が2隻の生存者を救助し、第9号輸送艦が鬼怒乗組員129名、第10号輸送艦が第16戦隊司令官左近允尚正中将以下350名以上を救助した。もう1隻、第6号輸送艦も生存者を救助したと思われるが記録がない。

## 歴代艦長
※『艦長たちの軍艦史』157-159頁、『日本海軍史』第9巻・第10巻の「将官履歴」及び『官報』に基づく。

### 艤装員長
1. 矢野馬吉 大佐:1922年5月10日 -

### 艦長
1. 矢野馬吉 大佐:1922年11月10日 - 1923年12月1日
2. 及川古志郎 大佐:1923年12月1日 - 1924年1月10日
3. 竹内正 大佐:1924年1月10日 - 1924年11月10日
4. 松崎直 大佐:1924年11月10日 - 1925年12月1日
5. 瀬崎仁平 大佐:1925年12月1日 - 1926年11月1日
6. 小野弥一 大佐:1926年11月1日 - 1927年11月15日
7. 小籏巍 大佐:1927年11月15日 - 1928年12月10日
8. 田尻敏郎 大佐:1928年12月10日 - 1929年11月30日
9. 中島隆吉 大佐:1929年11月30日 - 1930年12月1日
10. 坂本伊久太 大佐:1930年12月1日 - 1931年12月1日
11. 佐倉武夫 大佐:1931年12月1日 - 1933年11月15日
12. 木幡行 大佐:1933年11月15日 - 1934年11月1日
13. 遠藤喜一 大佐:1934年11月1日 - 1935年11月15日
14. 三輪茂義 大佐:1935年11月15日 - 1936年12月1日
15. 石川茂 大佐:1936年12月1日 - 1937年12月1日
16. 田代蘇平 大佐:1937年12月1日 - 1938年12月15日
17. 渡辺清七 大佐:1938年12月15日 - 1939年11月15日
18. 橋本愛次 大佐:1939年11月15日 - 1940年4月20日[51]
19. 伊藤徳堯 大佐:1940年4月20日 - 1940年12月2日[52]
20. 矢牧章 大佐:1940年12月2日 - 1941年3月15日
21. 鍋島俊策 大佐:1941年3月15日 - 1941年8月11日
22. 加藤与四郎 大佐:1941年8月11日 - 1942年12月12日
23. 上原義雄 大佐:1942年12月12日 - 1943年3月22日
24. 板倉得止 大佐:1943年3月22日 - 1944年2月4日
25. 川崎晴実 大佐:1944年2月4日 -

## 同型艦
- 長良 - 五十鈴 - 名取 - 由良 - 阿武隈